# Viatore di Bergamo
Viatore (Brescia, IV secolo – Bergamo, 14 dicembre 370) è stato vescovo della diocesi di Brescia e secondo vescovo di quella di Bergamo ed è venerato come santo dalla Chiesa cattolica.

## Agiografia e culto
Viatore è ritenuto il successore del primo vescovo di Bergamo San Narno ed è pertanto il secondo della serie dei vescovi bergamaschi. Il suo episcopato è tradizionalmente attribuito agli anni 343-370 circa. Non si deve confondere con un altro San Viatore di Lione, discepolo del vescovo di Lione, san Giusto.
Fu citato da Atanasio di Alessandria nella sua Apologia contra Arianus come sottoscrittore degli atti del concilio di Sardica (oggi Sofia) del 342-343. Non si conosce altro della sua vita e il suo culto è attestato da calendari liturgici non prima dell'XI secolo.
Una tela del 1742, del pittore bolognese Francesco Monti, lo raffigura in compagnia del suo predecessore San Narno e può essere ammirata nel coro del Duomo di Bergamo, così come nel grande affresco della cupola. Storici bergamaschi riportano che, sin dall'antichità, il 13 dicembre vigilia della festa e del giorno della morte del santo, i canonici di San Vincenzo si recavano alla cattedrale al suono delle campane, accolti da inni e benedizioni. San Viatore fu sepolto nella cripta della cattedrale di Sant'Alessandro, a sinistra del sepolcro del santo patrono e sulla sua tomba fu costruito un altare. Il 1º agosto del 1561, quando fu abbattuta l'antica cattedrale di Sant'Alessandro, durante la costruzione delle mura venete di Bergamo, le sue reliquie, insieme a quelle degli altri santi ivi sepolte, furono traslate con solennità nella cattedrale di San Vincenzo, che divenne, con la distruzione dell'antica chiesa alessandrina sede vescovile.
A testimonianza vi era una lapide che riportava la scritta:: 
(Dentella - I Vescovi di Bergamo - pp. 12-13)
Un tempo era ricordato il 14 dicembre, poi la sua memoria fu spostata al 15 gennaio.